# Чащіно (Новосибірська область)
Чащіно (рос. Чащино) — село у Черепановському районі Новосибірської області Російської Федерації.
Входить до складу муніципального утворення Карасьовська сільрада. Населення становить 120 осіб (2010).

## Історія
Згідно із законом від 2 червня 2004 року органом місцевого самоврядування є Карасьовська сільрада.

## Населення
| 2002 | 2007 | 2010 |
| ---- | ---- | ---- |
| 163  | ↘148 | ↘120 |